# Ağaşirinoba
Ağaşirinoba är en ort i Azerbajdzjan.   Den ligger i distriktet Xaçmaz Rayonu, i den nordöstra delen av landet, 160 kilometer nordväst om huvudstaden Baku. Ağaşirinoba ligger 148 meter över havet och antalet invånare är 1 541.
Terrängen runt Ağaşirinoba är lite kuperad. Runt Ağaşirinoba är det ganska tätbefolkat, med 129 invånare per kvadratkilometer.. Närmaste större samhälle är Xaçmaz, 12,0 kilometer sydost om Ağaşirinoba.
I omgivningarna runt Ağaşirinoba växer huvudsakligen savannskog.